# Gaby Morlay
Gaby Morlay, nome d'arte di Blanche Pauline Fumoleau (Angers, 8 giugno 1893 – Nizza, 4 luglio 1964), è stata un'attrice francese.

## Biografia
Talento precoce, già negli anni dieci iniziò a recitare in alcuni cortometraggi di Max Linder e in opere teatrali di Sacha Guitry.
Divenuta uno dei simboli dell'emancipazione femminile quando ottenne il brevetto di pilota di dirigibile, negli anni trenta fu una delle attrici più amate del pubblico, alternando con successo lavori per il cinema e per il teatro.
Durante l'Occupazione, divenne l'amante di Max Bonnafous, ministro del maresciallo Philippe Pétain. Il matrimonio venne celebrato solo nel 1961, dopo che l'uomo era rimasto vedovo.
Agli inizi degli anni cinquanta lavorò anche in alcuni film prodotti in Italia.
Amante dell'arte, fu amica ed estimatrice del pittore italiano Beretta Dimario, vissuto a Nizza. 

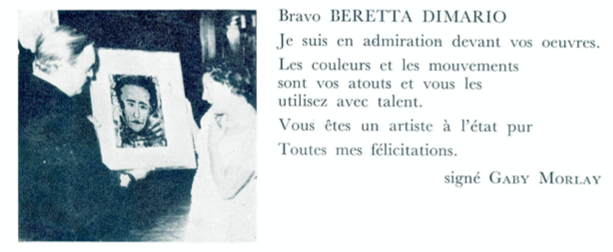
Dedica di Gaby Morlay all'artista Beretta Dimario

## Filmografia parziale
- Le 2 août 1914, regia di Max Linder (1914)
- Max dans les airs, regia di Max Linder (1914)
- Au paradis des enfants, regia di Charles Burguet (1917)
- Pour épouser Gaby, regia di Charles Burguet (1917)
- Gaby en auto, regia di Charles Burguet (1917)
- L'agonia delle aquile (L'Agonie des aigles), regia di Bernard Deschamps e (non accreditato) Julien Duvivier (1922)
- Les Nouveaux Messieurs, regia di Jacques Feyder (1928)
- Casa di danze (Maison des danses), regia di Maurice Tourneur (1930)
- Il processo di Gaby Delange (Accusée... levez-vous!), regia di Maurice Tourneur (1930)
- Non siamo più ragazzi (Nous ne sommes plus des enfants), regia di Augusto Genina (1934)
- Il più bel sogno (Le Bonheur), regia di Marcel L'Herbier (1935)
- Sansone (Samson), regia di Maurice Tourneur (1936)
- Il messaggio (Le Messager), regia di Raymond Rouleau (1937)
- Quadrille, regia di Sacha Guitry (1938)
- Les Nuits blanches de Saint-Pétersbourg, regia di Jean Dréville (1938)
- Arturo va in città (Hercule), regia di Alexander Esway (1938)
- Giuseppe Verdi, regia di Carmine Gallone (1938)
- Dietro la facciata (Derrière la façade), regia di Georges Lacombe e Yves Mirande (1939)
- Entente cordiale, regia di Marcel L'Herbier (1939)
- Transatlantico (Paris New-York), regia di Yves Mirande (1940)
- Dodici donne (Elles étaient douze femmes), regia di Georges Lacombe e Yves Mirande (1940)
- Il diamante nero (Le Diamant noir), regia di Jean Delannoy (1940)
- Il velo azzurro (Le Voile bleu), regia di Jean Stelli (1942)
- Turno di notte (Service de nuit) regia di Jean Faurez e Belisario L. Randone (1944)
- Lo spettro del passato (Un revenant), regia di Christian-Jaque (1946)
- I bastardi (Né de père inconnu), regia di Maurice Cloche (1950)
- Prima comunione, regia di Alessandro Blasetti (1950)
- Due sorelle amano, regia di Jacopo Comin (1951)
- Hanno ucciso un fuorilegge (Mammy), regia di Jean Stelli (1951)
- Anna, regia di Alberto Lattuada (1951)
- Il piacere (Le Plaisir), regia di Max Ophüls (1952)
- L'amore di una donna (L'Amour d'une femme), regia di Jean Grémillon (1953)
- Papà, mammà, la cameriera ed io... (Papa, maman, la bonne et moi...), regia di Jean-Paul Le Chanois (1954)
- Papà, mammà, mia moglie ed io (Papa, maman, ma femme et moi...), regia di Jean-Paul Le Chanois (1955)
- Le collegiali (Les Collégiennes), regia di André Hunebelle (1956)
- Uomini senza casa (Les Chiffonniers d'Emmaüs), regia di Robert Darène (1956)
- A Parigi in vacanza (Mon coquin de père), regia di Georges Lacombe (1957)
- La gente mi incolpa (Quai des illusions), regia di Emile Couzinet (1959)
- SS operazione Fortunat (Fortunat), regia di Alex Joffé (1960)
- Intrigo a Parigi (Monsieur), regia di Jean-Paul Le Chanois (1964)

## Doppiatrici italiane
- Lydia Simoneschi in Giuseppe Verdi, Prima comunione, Papà, mammà, la cameriera ed io...
- Lia Orlandini in Turno di notte
- Tina Lattanzi in Anna
- Franca Dominici in Intrigo a Parigi